# Boogie Woogie Bugle Boy
«Boogie Woogie Bugle Boy» («Буги-вугийный горнист») — песня сестёр Эндрюс.
В песне поётся о том, как знаменитый трубач из Чикаго был призван в американскую армию и его там назначили горнистом. Поначалу он очень расстраивался, что не мог импровизировать, но потом капитан собрал для него целый оркестр, и теперь, когда он играет подъём, вся рота «Б» очень резво вскакивает.
Номер с сёстрами Эндрюс, эту песню исполняющими, был частью кинокомедии Абботта и Костелло Buck Privates, самого популярного фильма 1941 года. Фильм вышел 31 января 1941 года, когда уже шла Вторая мировая война, до нападения японцев на Перл-Харбор . Журнал «Тайм» теперь называет её самой счастливой и хипповой из всех песен Второй мировой войны.
Написали песню Дон Рей и Хьюи Прайс.
В 2000 году оригинальный сингл сестёр Эндрюс с этой песней (выпущенный в 1941 году на лейбле Decca Records) был принят в Зал славы премии «Грэмми».
Также песня, в частности, вошла (в оригинальном исполнении сестёр Эндрюс) в составленный журналом «Тайм» в 2011 году список All-TIME 100 Songs (список 100 лучших песен с момента основания журнала «Тайм»).
Песня упоминается в романе Стивена Кинга «Пост сдал», как рингтон на телефоне одной из героинь романа.